# Nightshade (computerspel uit 1985)
Nightshade is een computerspel uit 1985 van het type arcade adventure. Het spel borduurt voort op Knight Lore en Alien 8. De speler speelt een ridder in de Middeleeuwen en moet een door plaag getergde plaats Nightshade bevrijden van vier demonen. Elke demon is gevoelig voor een bepaald voorwerp dat moet worden verzameld door de speler, te weten: een hamer, een bijbel, een kruisbeeld en een zandloper. De voorwerpen lichten op zodra de speler in de buurt hiervan komt.
Naast de demonen is Nightshade dichtbevolkt door verschillende monsters. Als de speler hiermee in contact komt verandert de kleur van de ridder langzaam van wit, naar geel en ten slotte groen waarna de speler sterft. De speler kan antilichamen verzamelen die naar de monsters geworpen kunnen worden. Een antilichaam moet naar de juiste monster geworpen worden. Zodra het verkeerde antilichaam naar een monster geworpen wordt, kan deze muteren in een ernstigere aard.

## Platforms
| Jaar | Platform                                          |
| ---- | ------------------------------------------------- |
| 1985 | Amstrad CPC, BBC Micro, Commodore 64, ZX Spectrum |
| 1986 | MSX                                               |

## Ontvangst
| Beoordeeld door | Jaar | Platform    | Score |
| --------------- | ---- | ----------- | ----- |
| Sinclair User   | 1985 | ZX Spectrum | 100%  |
| Crash!          | 1985 | ZX Spectrum | 91%   |
| Amtix!          | 1986 | Amstrad CPC | 91%   |
| Tilt            | 1986 | MSX         | 83%   |